# Lancer du poids féminin aux championnats du monde d'athlétisme en salle 2016
Pour un article plus général, voir Championnats du monde d'athlétisme en salle 2016.
Navigation
2014 2018
Le  concours du lancer du poids féminin des Championnats du monde en salle 2016 s'est déroulé le 19 mars 2016 à Portland, aux États-Unis.

## Faits marquants
Le podium se dessine au 3e essai, lorsque l'Américaine Michelle Carter mène avec 19,31 m devant la Néo-zélandaise Valerie Adams (19,25 m) et la Hongroise Anita Márton (19,01 m), la 4e suivant à plus d'un mètre. La Hongroise progresse aux 5e et 6e essais pour atteindre 19,33 m, un record national qui lui permet de prendre la tête, avant que Carter ne réussisse un dernier lancer à 20,21 m synonyme de victoire, de record continental et de meilleure performance mondiale de l'année. C'est la première fois depuis 2004 que Valerie Adams ne termine pas dans les deux premières d'un championnat majeur.

## Meilleures performances mondiales en 2016
Les meilleures performances mondiales en 2016 (top 5) avant les Championnats du monde en salle sont :
|   | Athlète          | Pays        | Marque  | Lieu       | Date            |
| - | ---------------- | ----------- | ------- | ---------- | --------------- |
| 1 | Michelle Carter  | États-Unis  | 19,49 m | Portland   | 11 mars 2016    |
| 2 | Gong Lijiao      | Chine       | 19,37 m | Pékin      | 28 janvier 2016 |
| 3 | Raven Saunders   | États-Unis  | 19,23 m | Ames       | 13 février 2016 |
| 4 | Daniella Bunch   | États-Unis  | 18,87 m | South Bend | 20 février 2016 |
| 5 | Yuliya Leantsiuk | Biélorussie | 18,68 m | Mogilev    | 22 janvier 2016 |

## Médaillées
| Or              | Argent       | Bronze        |
| Michelle Carter | Anita Márton | Valerie Adams |

## Résultats

### Finale
| Rang               | Athlète                   | Pays              | Essais | Essais | Essais | Essais | Essais | Essais | Marque | Notes  |
| Rang               | Athlète                   | Pays              | 1      | 2      | 3      | 4      | 5      | 6      | Marque | Notes  |
| ------------------ | ------------------------- | ----------------- | ------ | ------ | ------ | ------ | ------ | ------ | ------ | ------ |
| Médaille d'or      | Michelle Carter           | États-Unis        | x      | 18,90  | 19,31  | 19,28  | x      | 20,21  | 20,21  | WL,AIR |
| Médaille d'argent  | Anita Márton              | Hongrie           | 17,99  | 18,38  | 19,01  | 18,71  | 19,08  | 19,33  | 19,33  | NIR    |
| Médaille de bronze | Valerie Adams             | Nouvelle-Zélande  | 18,49  | 18,30  | 19,25  | x      | 19,02  | 18,31  | 19,25  | SB     |
| 4                  | Cleopatra Borel           | Trinité-et-Tobago | 17,41  | 17,73  | 17,59  | 17,31  | 18,38  | 17,50  | 18,38  | SB     |
| 5                  | Jillian Camarena-Williams | États-Unis        | 18,17  | x      | x      | 17,57  | 17,52  |        | 18,17  |        |
| 6                  | Radoslava Mavrodieva      | Bulgarie          | 17,01  | 18,00  | x      | x      | 17,91  |        | 18,00  | SB     |
| 7                  | Lena Urbaniak             | Allemagne         | x      | 17,19  | 17,55  | x      | 17,91  |        | 17,91  |        |
| 8                  | Yang Gao                  | Chine             | 17,26  | 17,27  | 17,65  | 17,67  | 17,02  |        | 17,67  |        |
| 9                  | Aliona Dubitskaya         | Biélorussie       | 17,45  | x      | x      |        |        |        | 17,45  |        |
| 10                 | Ka Bian                   | Chine             | 16,86  | 17,13  | 17,34  |        |        |        | 17,34  |        |
| 11                 | Chiara Rosa               | Italie            | 17,10  | x      | 16,89  |        |        |        | 17,10  |        |

## Légende
Records et Performances
- AR : Record continental (area record)
- CR : Record des championnats (championship record)
- MR : Record du meeting (meet record)
- NR : Record national (national record)
- OR : Record olympique (olympic record)
- PR : Record paralympique (paralympic record)
- PB : Record personnel (personal best)
- SB : Meilleure performance personnelle de la saison (season's best)
- WL : Meilleure performance mondiale de l'année (world leader)
- WJR : Record du monde junior (world junior record)
- WR : Record du monde (world record)

Circonstances et Conditions
- DNF : N'a pas terminé (did not finish)
- DNS : N'a pas pris le départ (did not start)
- DQ : Disqualification (disqualification)
- NM : Aucun essai valable enregistré (No Mark)
- Q : Qualifié « directement » au prochain tour (ou à la prochaine compétition), lors d'une compétition majeure, grâce au classement ou à la réalisation des minima (automatic qualifier)
- q : Qualifié au prochain tour (ou à la prochaine compétition), lors d'une compétition majeure, grâce au repêchage ou à la réalisation de l'une des meilleures performances parmi celles des « non qualifiés directement » (grâce au meilleur temps ou à la meilleure distance par exemple) (secondary qualifier)